# New York Central Terminal
Das New York Central Terminal, auch genannt Buffalo Central Terminal (deutsch: Central-Bahnhof Buffalo) ist ein stillgelegter Personen- und Güterbahnhof im Osten von Buffalo im US-Bundesstaat New York. Er diente der namensgebenden New York Central Railroad als Zentralbahnhof für den Personen- und Stückgutverkehr in der Stadt und war von 1929 bis 1979 in Betrieb.
Nach seiner Stilllegung wechselte der Bahnhof mehrfach seinen Eigentümer. Mangels erfolgreicher Nutzungskonzepte wurde er dabei aber teilweise abgerissen, ausgeschlachtet und schließlich über lange Jahre dem Verfall preisgegeben. Seit 2003 werden Teile des Empfangsgebäudes auf Initiative einer gemeinnützigen Organisation wieder für kulturelle Zwecke genutzt.
Das Empfangsgebäude wurde 1927–1929 im Art-déco-Stil errichtet und zählt zu den letzten prestigeträchtigen Bahnhofsbauten einer privaten Eisenbahngesellschaft in den Vereinigten Staaten. Seine bauliche Struktur wurde seinerzeit in besonderem Maße auf die Betriebsabläufe im Innern ausgerichtet. Das Terminal wurde 1984 in das National Register of Historic Places aufgenommen.

## Lage

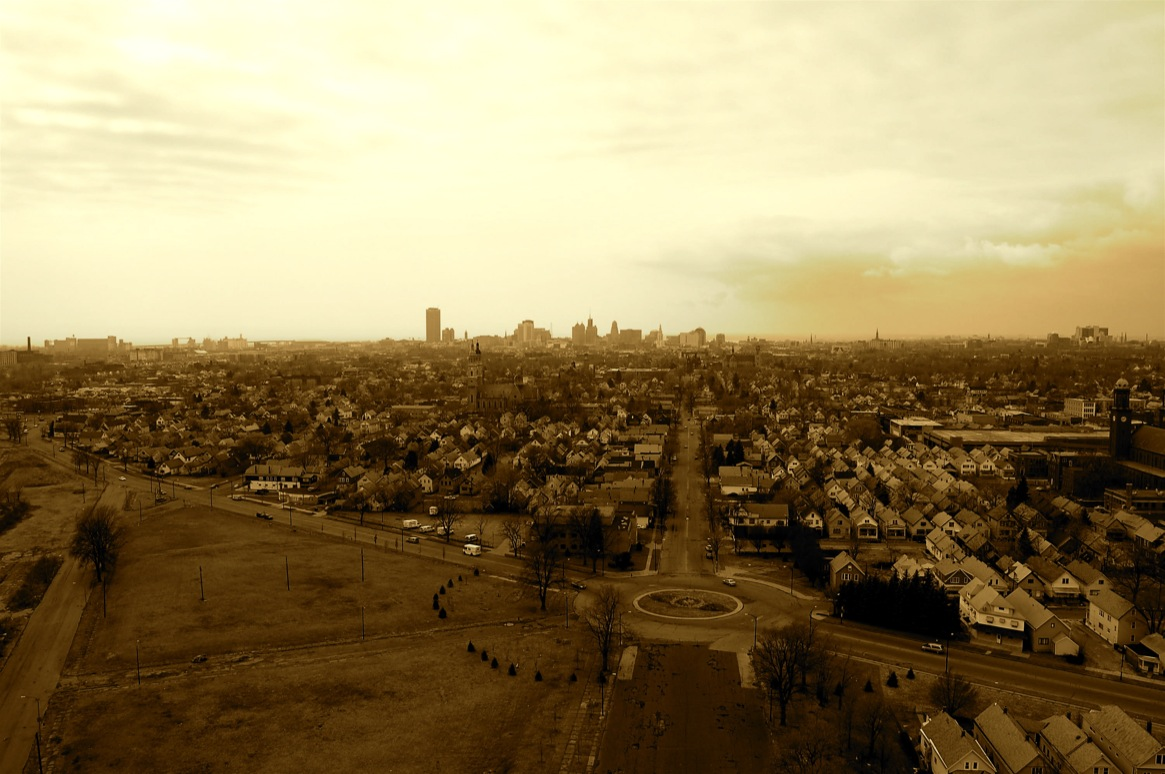
Das Central Terminal liegt weitab der Innenstadt.

Das Central Terminal liegt rund 2,5 Meilen (etwa 4 km) östlich des Stadtzentrums (Rathaus) und etwa auf halber Höhe zwischen zwei Ausfallstraßen in östliche Richtung, der Broadway Street im Norden und der William Street im Süden. Nördlich der Bahnanlagen befindet sich ein ausgedehntes Wohngebiet mit kleinteiliger Bebauung, auf der Südseite schließt ein weitläufiges Gebiet mit flachen Gewerbebauten und Industriebrachen an. Abgesehen von den Bahnanlagen gibt es in weitem Umkreis keine nennenswerten innerstädtischen Verkehrsachsen oder Versorgungseinrichtungen.
Der Bahnhof liegt am Kreuzungspunkt des so genannten Empire Corridor, der Bahnverbindung New York City–Albany–Buffalo, mit der Umgehungsbahn Buffalos, der CSX Belt Subdivision oder Belt Line. Der Hauptstrang der Gleise gehört zur CSX Buffalo Terminal Subdivision und verläuft dabei als Teil des Korridors in Nordost-Südwest-Richtung. Die Bahnanlagen sind in weiten Teilen zurückgebaut; das Gelände erstreckt sich aber immer noch beinahe über seine ursprüngliche Größe von knapp zwei Kilometern in der Länge und rund 290 Metern in der Breite.
Die nordöstliche Ausfahrt des Bahnhofs führt nach Albany und New York City, die südwestliche in Richtung Innenstadt. Die Belt Line zweigt etwa in der Mitte der Gleisanlagen über ein Gleisdreieck nach Norden hin ab. Hinter der südwestlichen Ausfahrt zweigt die CSX Erie Subdivision nach Cleveland und Chicago in südliche Richtung ab. Auf der Südseite der Bahnanlagen befindet sich ein Güterbahnhof mit Containerverladung.
Empfangs- und Betriebsgebäude liegen auf der Nordseite der Gleisanlagen. Das Empfangsgebäude (Main Terminal Building) steht unmittelbar westlich des Gleisdreiecks, südwestlich davon folgen nacheinander die Post- und Gepäckabfertigung (Baggage and Mail Building), das Bahnpostamt (U.S. Terminal Railway Post Office Building) und davor die Eilguthalle (Railway Express Building). Die Personenbahnsteige liegen etwas abgesetzt vor dem Empfangsgebäude und werden durch die Gleise der westlichen Verbindungskurve von ihm getrennt. Die Zufahrt zum Bahnhof erfolgt durch das Wohngebiet über unscheinbare Anliegerstraßen.

## Architektur
Die Mehrzahl der Gebäude entstanden als Stahlskelettbau im Art-déco-Stil mit braunen Backsteinfassaden, Granitsockeln sowie Ornamenten aus Sandstein und Beton. Die Fenster wurden in vertikal verlaufenden Nischen angeordnet. Bis auf die Eilguthalle datieren alle Bauten von 1927 bis 1930 und wurden von den Architekten Fellheimer and Wagner entworfen. Der Komplex steht bis auf Teile des Empfangsgebäudes vollständig leer und ist unterschiedlich stark verfallen.

### Empfangsgebäude

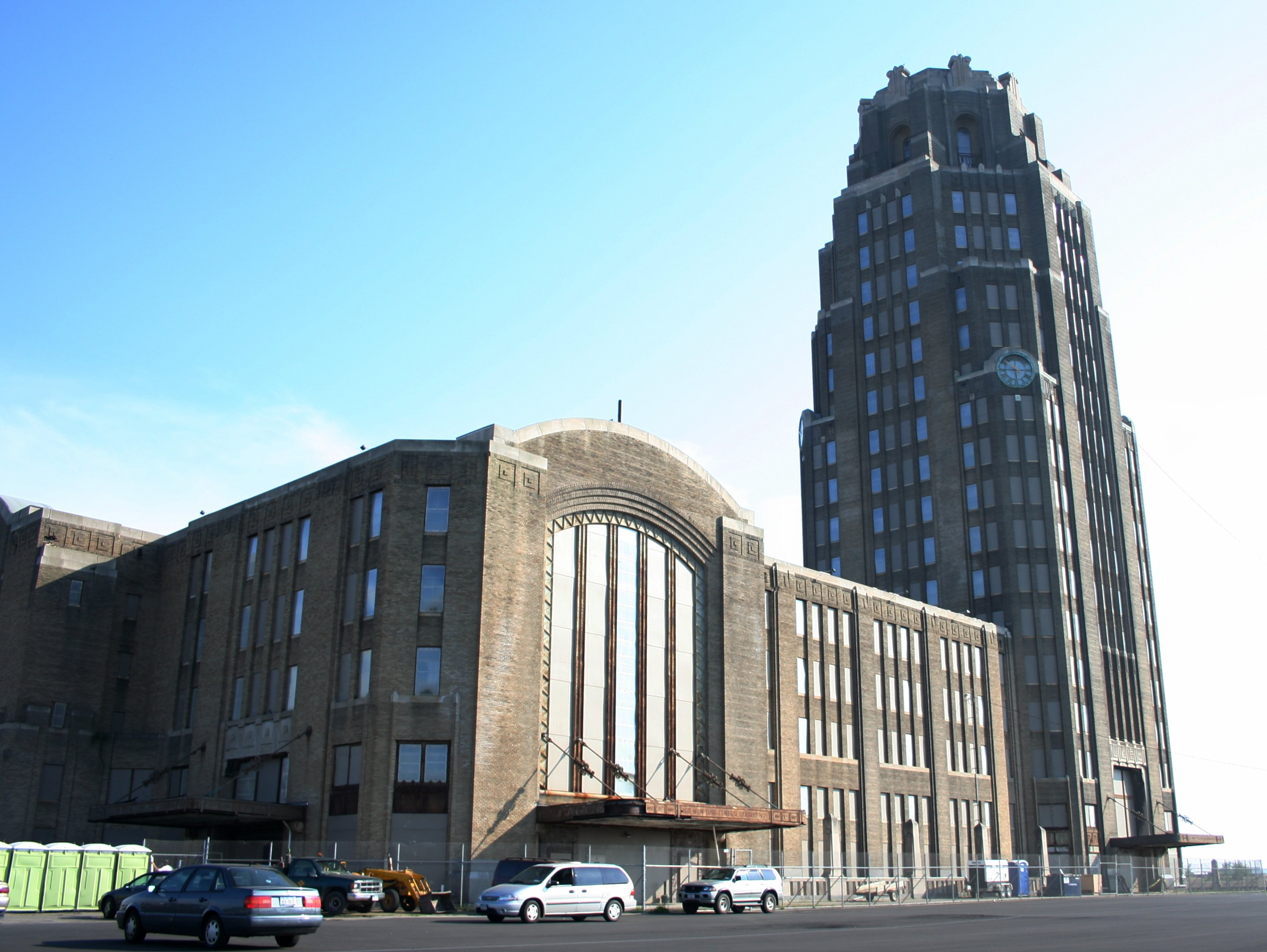
Das Empfangsgebäude im Art-déco-Stil mit seinem Büroturm.

Das architektonisch bedeutsamste Bauwerk ist das Empfangsgebäude mit seinem achteckigen Büroturm. Es gilt als „ganz besonders herausragendes Beispiel für Art-déco-Architektur in Reinform“ und ist neben dem Rathaus das zweite bedeutende Gebäude dieser Art in Buffalo.

#### Äußere Erscheinung

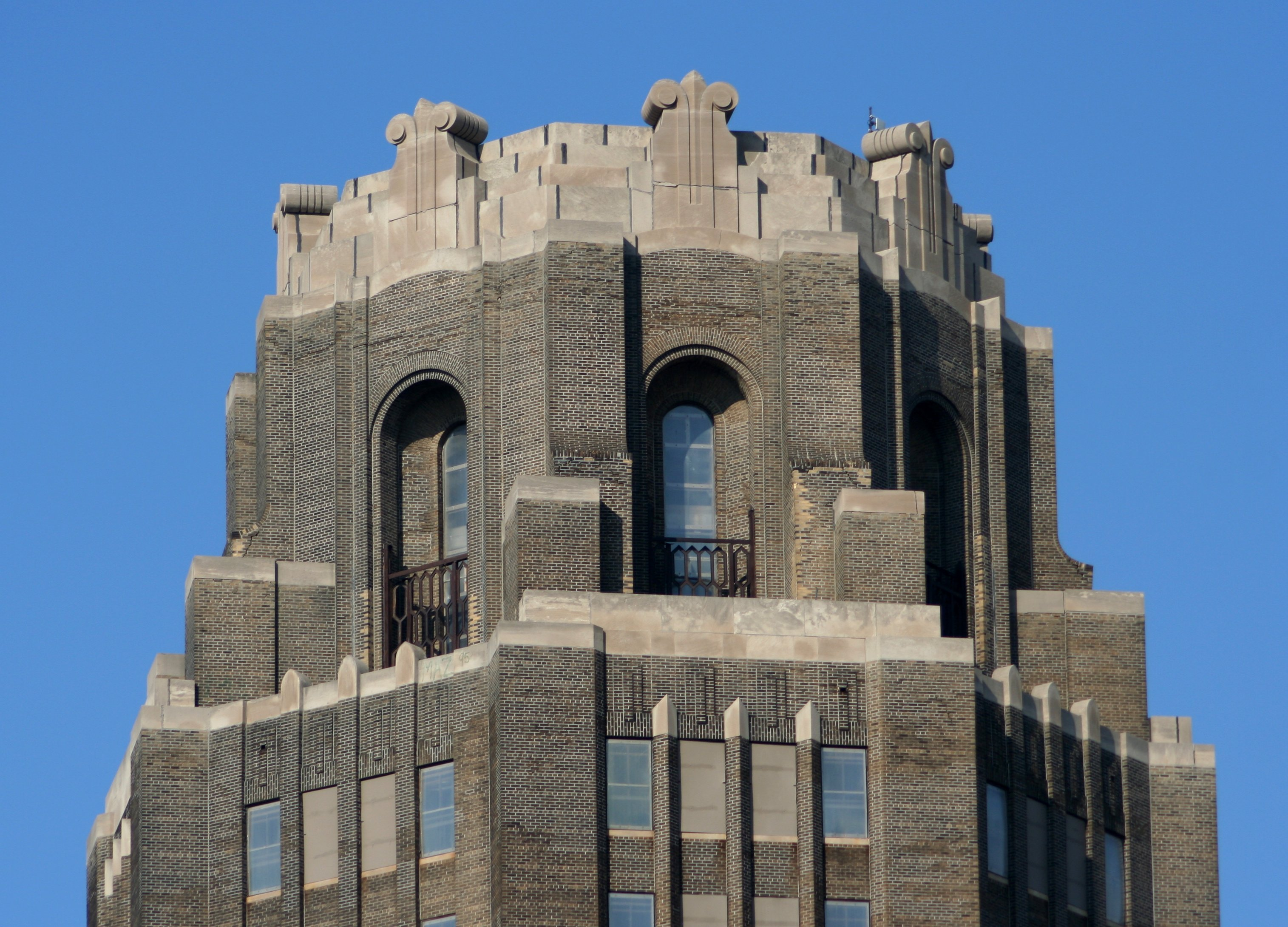
Turmspitze mit Ornamenten.

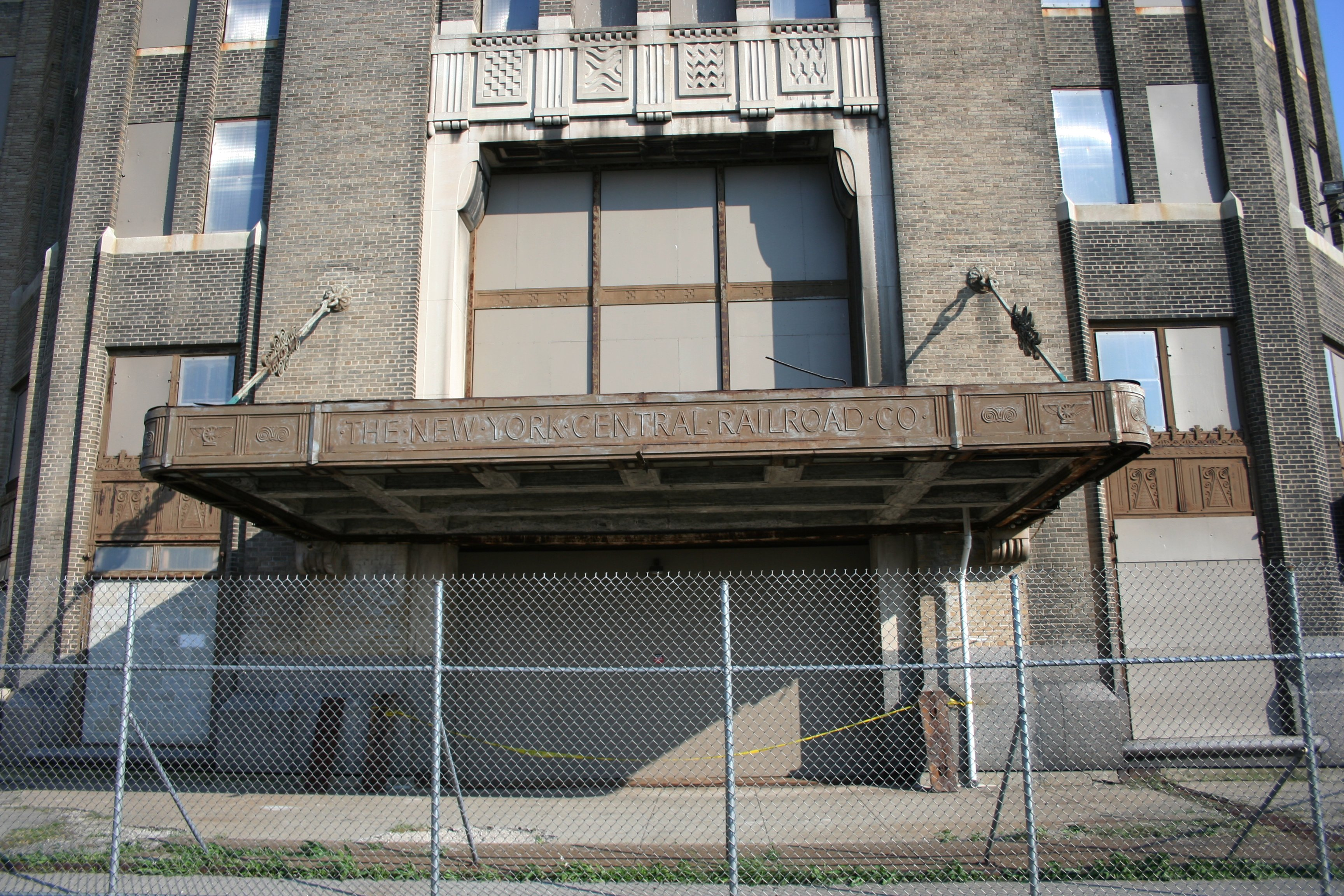
Einer der Eingänge an der Terrasse.

Das Gebäude besitzt einen annähernd rechteckigen Grundriss mit einer Länge von 300 Fuß (91,4 m) und einer Breite von 225 Fuß (68,6 m). Entlang seiner Längsachse erstreckt sich ein mittig angeordnetes Bogendach mit zwei großen Bogenfenstern an den Stirnseiten. Der Ostflügel hat ein ebenso breites Bogendach; es kreuzt das längs verlaufende Dach im rechten Winkel und endet mit einem entsprechenden Bogenfenster an der Nordfassade. Der Rest des Gebäudes ist auf der Nordseite sechs, auf der Südseite zwischen zwei und sechs Stockwerke hoch und besitzt Flachdächer. An der nordwestlichen Ecke des Gebäudes ragt der 20-stöckige, 271 Fuß (82,6 m) hohe, achteckige Büroturm empor. Dessen Fassade verjüngt sich in der oberen Hälfte insgesamt dreimal.
An der Nordseite des Empfangsgebäudes schließt auf Höhe der ersten Etage eine 150 Fuß (45,7 m) breite und 600 Fuß (182,9 m) lange Terrasse mit Balustrade an. Sie umgibt die nördliche Hälfte des Bauwerks und diente als Zufahrt für Pkw, Taxis und Busse; die Ein- und Ausgänge des Bahnhofs liegen somit in der ersten Etage des Gebäudes. Der Raum unterhalb der Terrasse diente als Tiefgarage und sollte ursprünglich auch eine Wendeschleife für die Straßenbahn aufnehmen.

#### Inneres

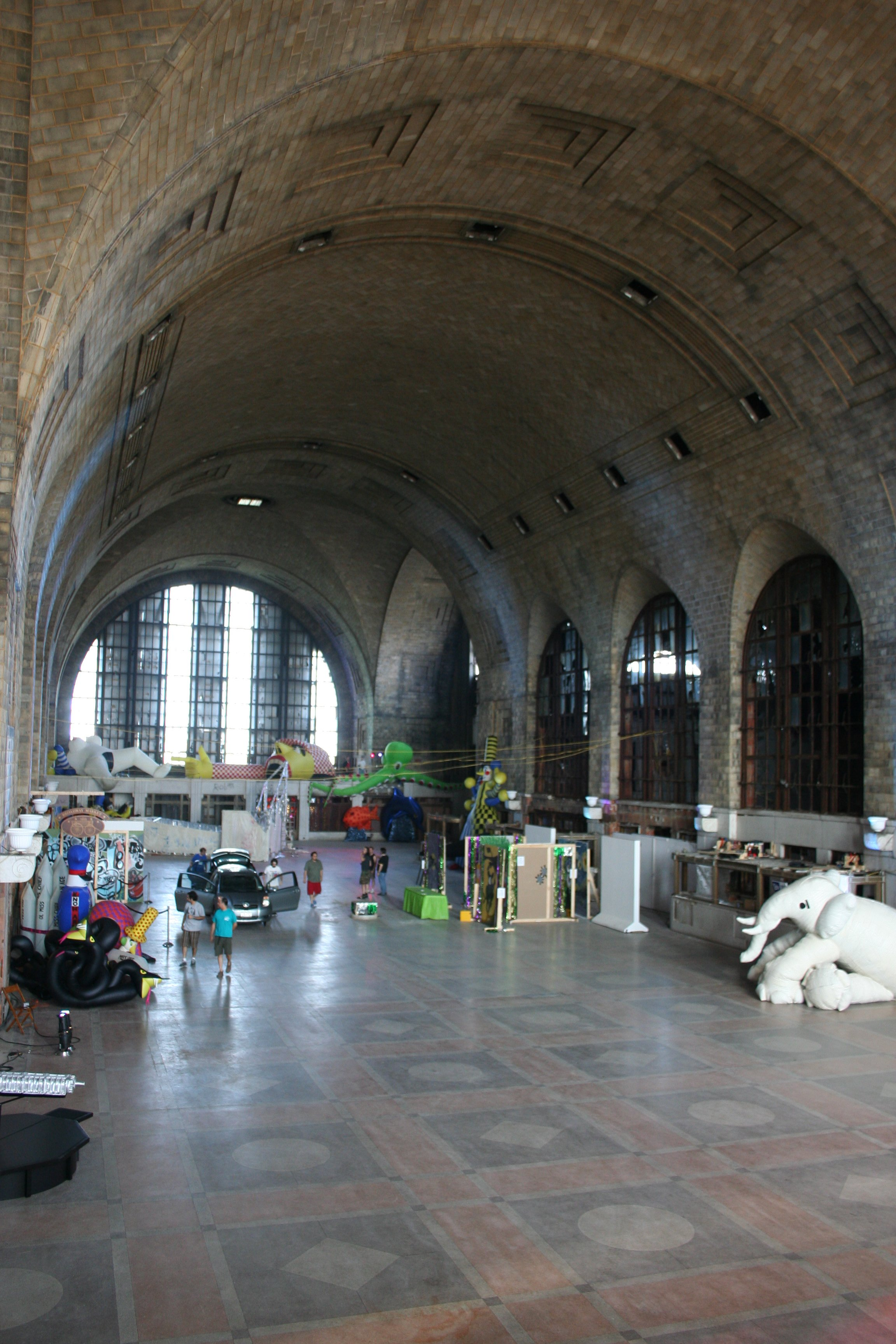
Die Schalterhalle mit ihrem Gustaviano-Gewölbe und dem Terrazzo-Fußboden.

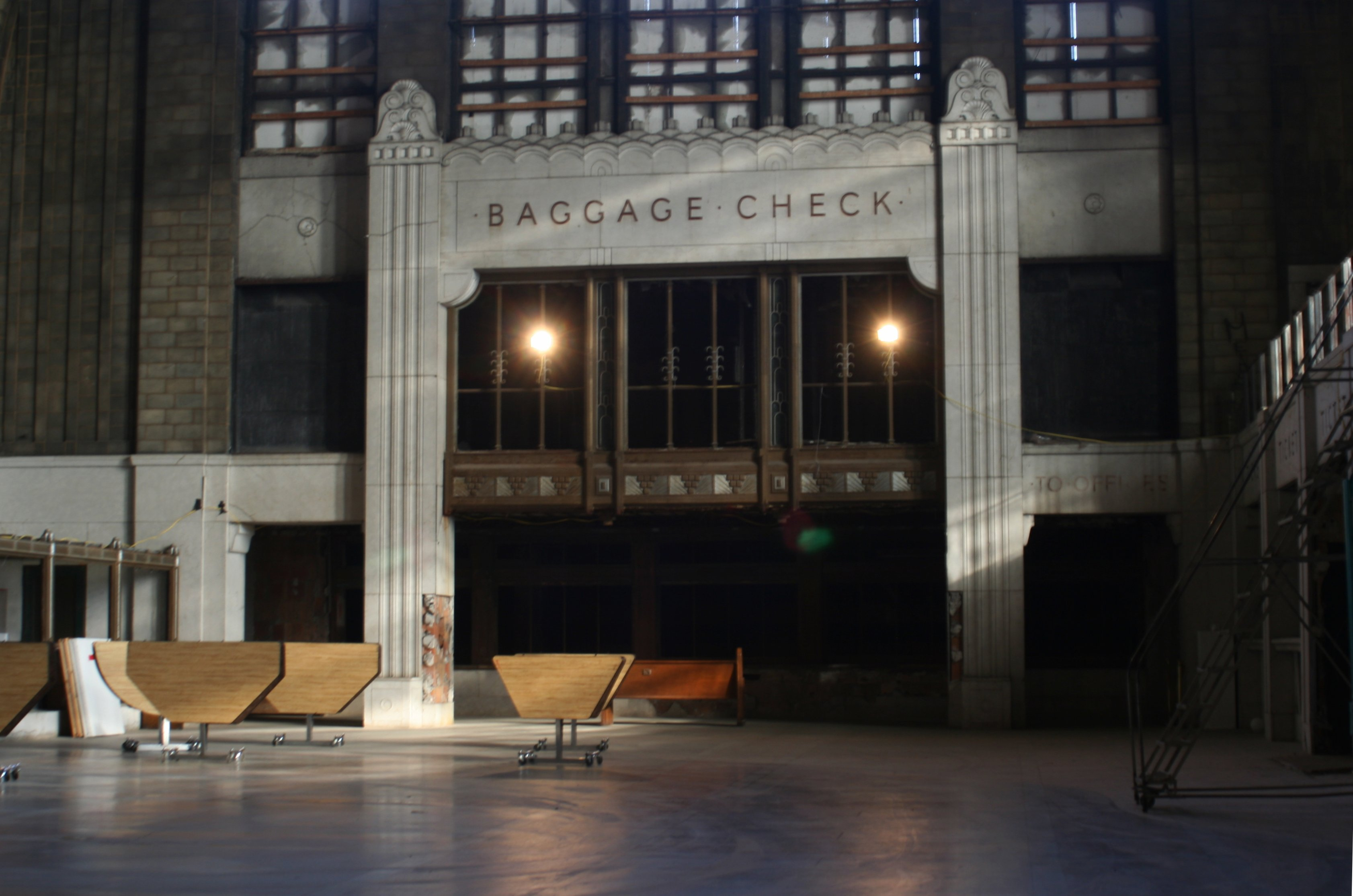
Der Gepäckschalter, verkleidet mit weißem Marmor.

Die Schalterhalle liegt wie die Ein- und Ausgänge in der ersten Etage und nimmt mit 66 Fuß Breite und 225 Fuß Länge den gesamten Raum unter dem längs verlaufenden Tonnendach ein. Sie besitzt ein Guastavino-Tonnengewölbe, das aus gelbbraunen Terrakottaziegeln aufgebaut ist; die unteren 12 Fuß (3,66 m) Wandhöhe sind ringsum mit weißem Marmor verkleidet. Im Innern stehen einige Pavillons für Fahrkarten- und Gepäckschalter und verschiedene Verkaufsstände, die alle ebenfalls weiße Marmorvertäfelungen sowie Fensterrahmen mit Bronzeauflage besitzen. Der Fußboden besteht aus Terrazzo und weist vierfarbige geometrische Muster auf.
Südlich parallel zur Schalterhalle erstreckt sich der 108 auf 59 Fuß (32,9 auf 18,0 m) große Wartesaal. Genau wie in der Schalterhalle ist auch hier der untere Teil der Wände mit weißem Marmor vertäfelt; die Stirnwände sind mit Stuckelementen verziert. Die Decke war ursprünglich im Spanischen Stil verkleidet und mit blau-weißen Wolken ausgemalt; sie ist jedoch vor einigen Jahren eingestürzt und daher nicht mehr erhalten.
Auf der anderen Seite der Schalterhalle liegt das 100 auf 56 Fuß (30,5 m mal 17,0 m) große, dreigeteilte Restaurant. Dessen Wände waren ursprünglich mit schwarzem und goldfarbenem Marmor verkleidet; der mittlere Teil besaß zudem zwei große, u-förmige Theken.
Die Inneneinrichtung des Empfangsgebäudes war bis hin zu Details wie Lampen, Briefkästen oder Lüftungsgittern durchweg im Art-déco-Stil gehalten. Die meisten Gegenstände sind jedoch in der Zeit nach der Stilllegung zur Begleichung von Steuerschulden ausgebaut und verkauft oder durch Vandalismus zerstört worden.

### Gepäckabfertigung und Bahnpostamt

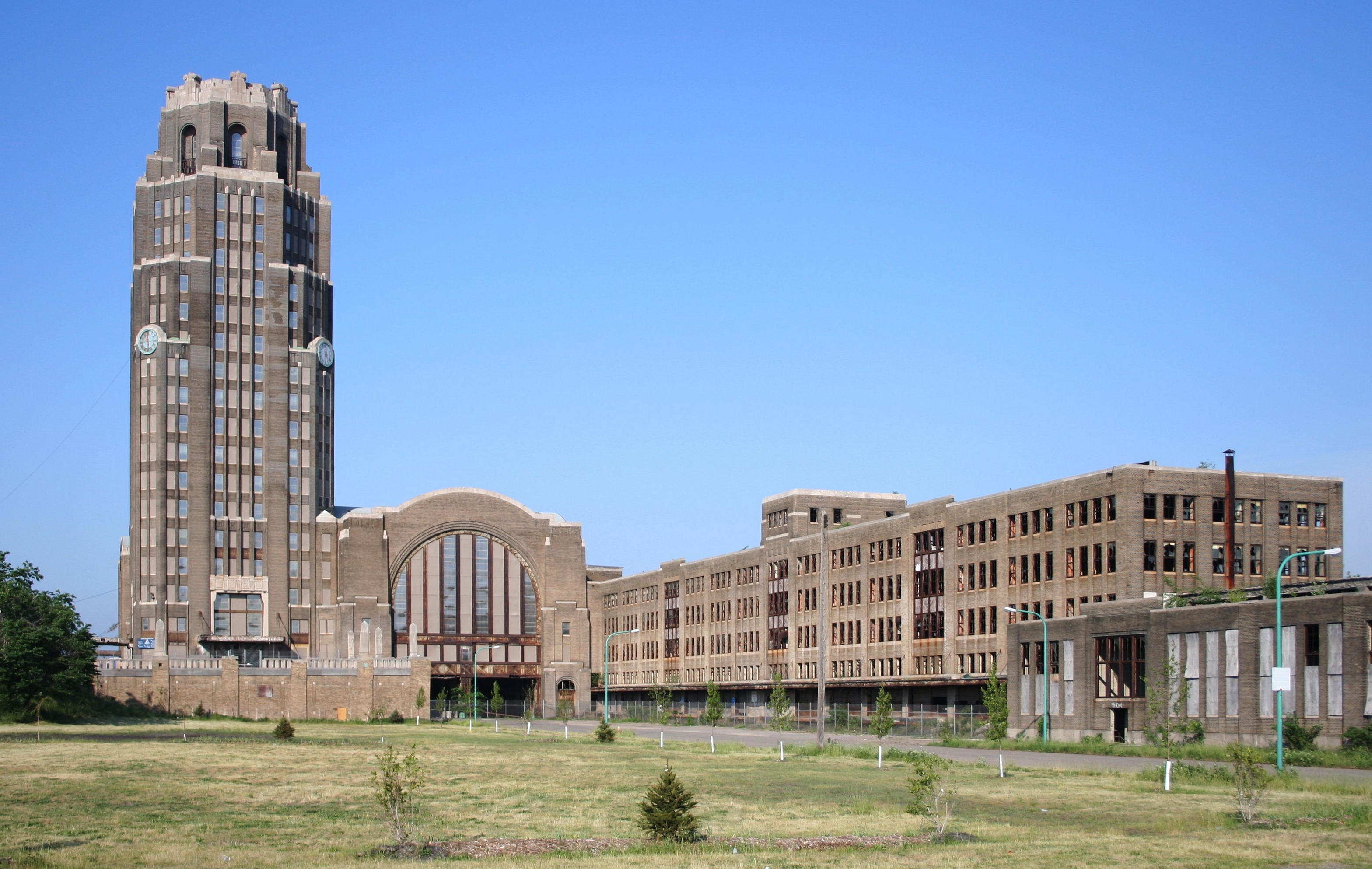
Empfangsgebäude (hinten), davor die Gepäckabfertigung und rechts davor das Bahnpostamt.

An der südwestlichen Ecke des Empfangsgebäudes schließt die Post- und Gepäckabfertigung (Baggage and Mail Building) an. Das fünfstöckige Gebäude ist 60 Fuß (18,3 m) breit und erstreckt sich über eine Länge von 350 Fuß (106,7 m) parallel zu den Gleisanlagen. Neben der eigentlichen Post- und Gepäckabfertigung im Erdgeschoss waren in den Stockwerken darüber Büroräume untergebracht. Das Gebäude besitzt ein Flachdach und auf beiden Längsseiten Laderampen mit Überdachung.
An die Gepäckabfertigung wiederum schließt einige Meter zurückgesetzt das Bahnpostamt (U.S. Terminal Railway Post Office Building) an. Der zweistöckige Flachbau ist von etwa gleicher Länge wie die Gepäckabfertigung und besitzt nur auf der Gleisseite eine überdachte Laderampe, die aber gut 50 Meter nach Westen über das Gebäude hinausragt und für die Bedienung von zwei Seiten her ausgelegt ist.
Die Fassaden beider Flachbauten lehnen sich farblich und gestalterisch an das Empfangsgebäude an. Einige der Fensternischen heben sich durch Brüstungen, andere Rahmen oder eine höhere Dachtraufe von der übrigen Fassade ab.

### Eilguthalle
Südwestlich des Bahnpostamts befindet sich die Eilguthalle (Railway Express Building). Sie erstreckt sich parallel zu den anderen Gebäuden über 860 Fuß (262 m) in der Länge und 60 Fuß (18,3 m) in der Breite und ist dabei um etwa 50 Meter zu den Gleisen hin versetzt. Sie diente einst der Railway Express Agency als Umschlagplatz. Auf der Straßenseite befindet sich ein zweistöckiger Flachbau mit durchgehender Lkw-Laderampe; auf der Gleisseite liegt die Wagenhalle, dies sich über vier Ladegleise mitsamt den zugehörigen Güterbahnsteigen erstreckt. Gemessen an der Bahnsteiglänge von insgesamt 1.500 Metern war sie damals die größte Güterhalle weltweit. Anders als alle übrigen Gebäude datiert die Eilguthalle bereits von 1917 und ist architektonisch weniger anspruchsvoll gestaltet. Sie befindet sich in baulich sehr schlechtem Zustand; die meisten Fenster und Teile des Daches fehlen, im Innern wachsen Bäume.

### Bahnsteige

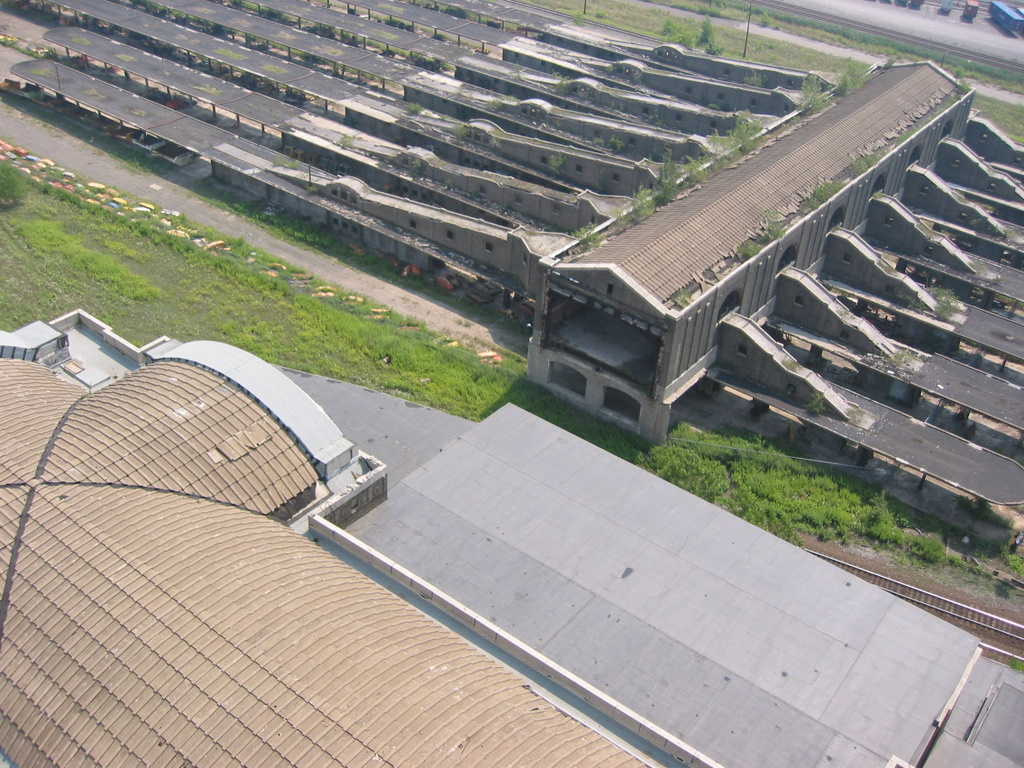
Die Bahnsteige und die Fußgängerüberführung.

Die insgesamt sieben Mittelbahnsteige liegen vor dem Empfangsgebäude und etwas in Richtung des Gleisdreiecks versetzt. Sie sind auf den Hauptstrang der Gleise ausgerichtet und liegen annähernd in dessen Mitte. Durch den trichterförmigen Verlauf der beiden Verbindungskurven werden die Bahnsteige mit zunehmender Entfernung zum Empfangsgebäude länger.
Die Bahnsteige wurden ursprünglich über eine 380 Fuß (115,82 m) lange, eingehauste Fußgängerüberführung (Train Concourse) erschlossen. Diese fluchtet mit dem östlichen Quergewölbe des Empfangsgebäudes, ist 55 Fuß (16,76 m) breit und führt quer über alle Bahnsteige hinweg. Das Teilstück oberhalb der Verbindungskurve wurde im Frühjahr 1982 entfernt, um das Lichtraumprofil für doppelstöckige Containerzüge aufzuweiten. Seitdem sind Bahnsteige und Empfangsgebäude voneinander getrennt.
Die Bahnsteige wiederum erstrecken sich von der Überführung aus in etwa im Verhältnis 1:2 in westliche und östliche Richtung. Sie sind mit der Überführung durch eingehauste Treppen und lange Rampen verbunden. Sie besitzen fast über die gesamte Länge Überdachungen mit abgerundeten Enden.

### Weitere Gebäude
Daneben gab es ursprünglich noch eine Reihe weiterer, über das Bahngelände verstreuter Betriebsgebäude. Diese existieren heute (2008) zum großen Teil nicht mehr. Dazu gehören unter anderem zwei Stellwerke, ein Kühlhaus, das Pullman-Betriebswerk, Aufenthaltsräume für die Lokführer sowie das Heizwerk.
Das Heizwerk stand etwa 300 Fuß (90 m) östlich des Empfangsgebäudes, inmitten des Gleisdreiecks. Es beherbergte eine Trafostation und die Kessel für die Dampfheizung. Diese wurden zunächst mit Kohle, später mit Öl befeuert und hatten 1.380 kW installierte Leistung. Das Gebäude wies einen quadratischen Grundriss mit einer Seitenlänge von etwa 40 Metern auf. Genau in der Mitte ragte ein hoher Schornstein aus dem Dach empor. Der große runde Öltank daneben ist noch heute (2008) erhalten.

### Zufahrt
Der Bahnhof besitzt zwei verschiedene Zufahrtswege. Die Zufahrt zur Terrasse erfolgt aus westlicher Richtung über die verlängerte Wohnstraße Paderewski Drive, die etwa 200 Meter vor dem Bahnhof an einem Kreisverkehr den Memorial Drive kreuzt. Der Raum unterhalb der Terrasse und die Nebengebäude auf der Nordseite der Bahnanlagen werden dagegen durch die Curtiss Street erschlossen. Diese zweigt ebenfalls vom Memorial Drive ab, verläuft auf der Rückseite der Nebengebäude entlang, unter der Schalterhalle hindurch und schließlich weiter entlang der Belt Line nach Norden bis zur Broadway Street. Der Platz zwischen dem Kreisverkehr und dem Empfangsgebäude ist offene Wiese.

## Besonderheiten

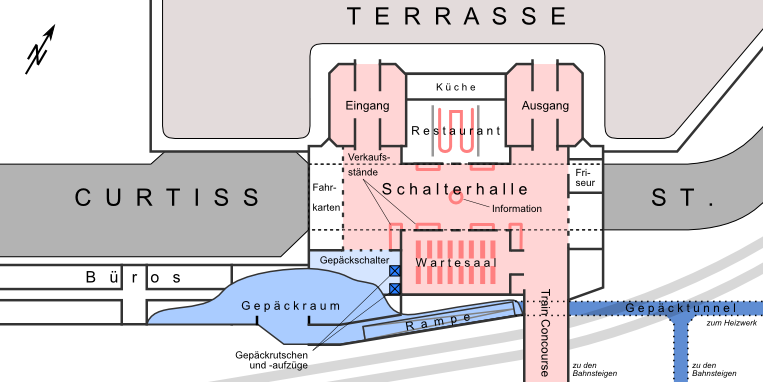
Die Verkehrsströme innerhalb des Empfangsgebäudes sollten getrennt werden.

Der Bahnhof wies eine Reihe damals neuartiger Merkmale auf, die auch in späteren Arbeiten von Fellheimer und Wagner eine Rolle spielen. Dazu gehörte vor allem die Trennung der Verkehrsströme nach Verkehrsmitteln und Richtungen sowie die Ausrichtung der Räumlichkeiten des Bahnhofs auf die Betriebsabläufe in dessen Innern. Damit sollten die Abfertigung beschleunigt und die Kapazitäten erhöht werden.
So besaß das Empfangsgebäude getrennte Eingänge und Ausgänge; die Fahrkartenschalter und die Gepäckannahme befanden sich direkt hinter dem Eingang. Der Ausgang lag – bezogen auf die Fahrtrichtung der Wendeschleife auf der Terrasse – hinter dem Eingang, so dass Taxis und Busse vor Aufnahme neuer Fahrgäste mitgebrachte Reisende zuerst aussteigen lassen konnten. Auch war der Wartesaal für die Reisenden den Bahnsteigen zugewandt, während das Restaurant für entsprechend längere Wartezeiten im hinteren Teil des Gebäudes lag. Ferner hatten Reisende vom Eingang bis zu den Bahnsteigen keine Treppen zu überwinden.
Für den Transport von Post und Gepäck gab es eine eigene Verteilerebene unterhalb des Wartesaals. Sie schloss direkt an die Post- und Gepäckabfertigung im Nebengebäude an und war mit den Gepäckschaltern in der Schalterhalle mit Rutschen und Lastenaufzügen verbunden. Dazu führte ein eigener Tunnel für Gepäckkarren unter der Verbindungskurve hindurch und dann östlich der Fußgängerüberführung über eigene Rampen hinauf auf die Bahnsteige. Damit existierten für Reisende sowie für Post und Gepäck getrennte Verkehrsebenen, so dass sich deren Wege im Gebäude nicht kreuzten.
Getrennt waren auch die Zugänge für Reisende und Lieferanten. Während erstere über den Paderewski Drive und die Terrasse in den Bahnhof gelangten, war die Curtiss Street als Zugang für Lieferanten und Bedienstete gedacht. Die Schalterhalle bildete damit gleichzeitig die höhenfreie Kreuzung zwischen den Reisenden und dem Lieferverkehr.

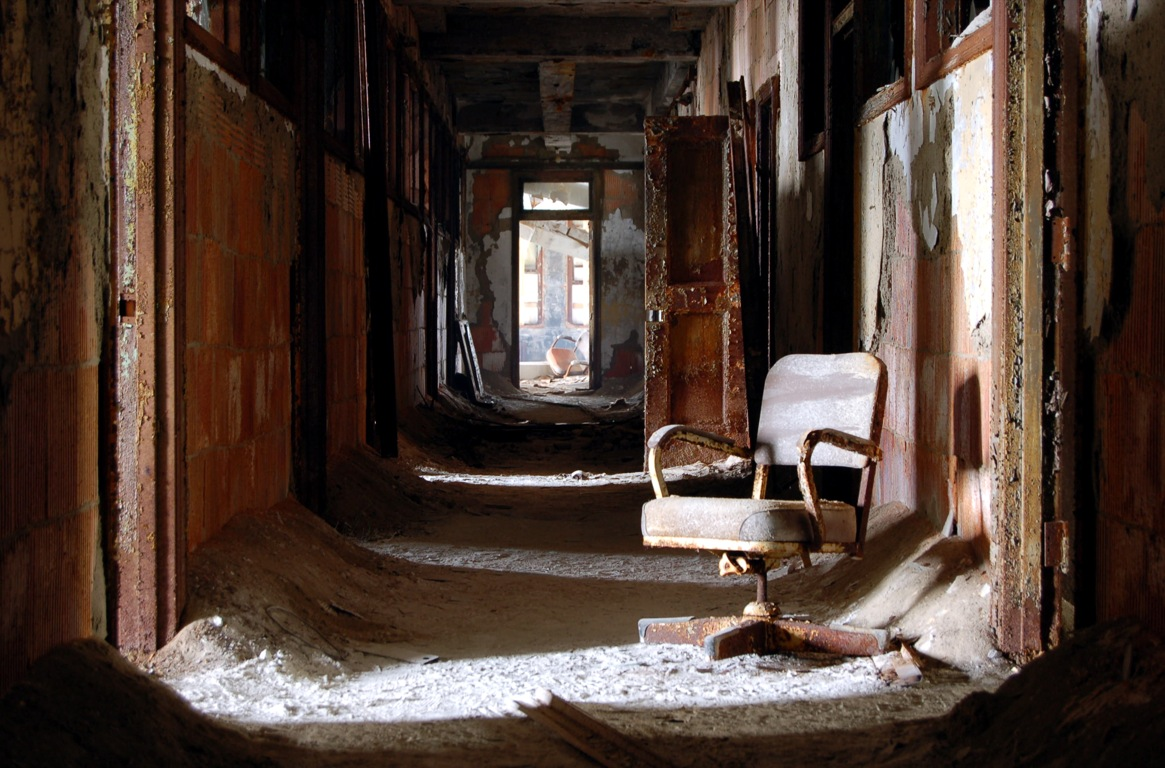
Die hohen Betriebskosten sollten durch Mieteinnahmen aus den Büros gedeckt werden.

Ergänzt wurde der Bahnhof durch Büroflächen im Turm des Empfangsgebäudes, um die hohen Betriebskosten der Anlage durch Mieteinnahmen ausgleichen zu können. Das Buffalo Central Terminal gilt als erste Anwendung dieser so genannten „Formel“ von Fellheimer und Wagner für einen erfolgreichen Zentralbahnhof. Dieser Ansatz wurde beispielsweise bei der Planung des Cincinnati Union Terminal aufgegriffen und weiter verfeinert.

## Geschichte

### Die New York Central Railroad in Buffalo

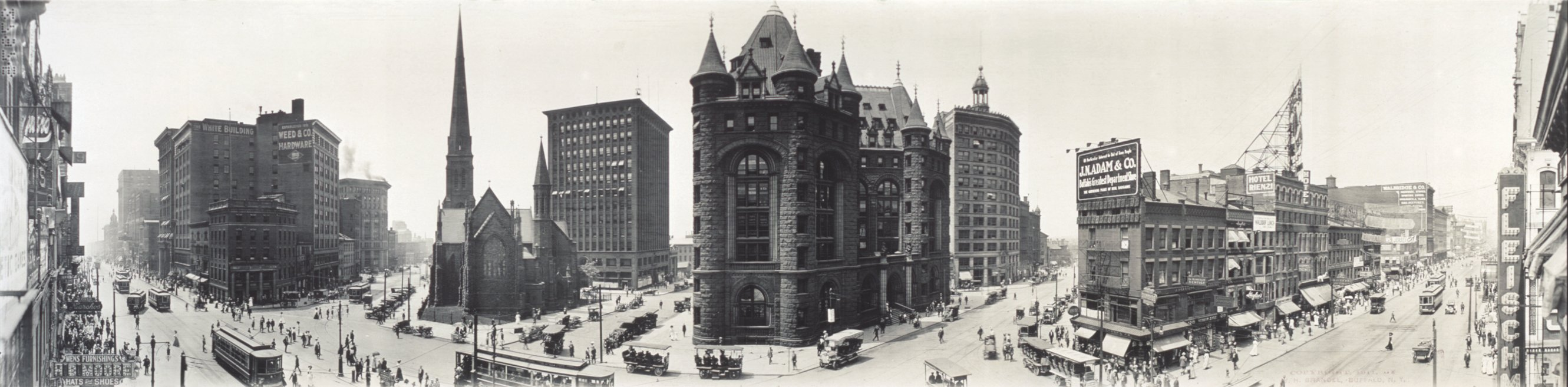
Buffalo zählte zu Beginn des 20. Jahrhunderts zu den bedeutendsten Großstädten der USA (Aufnahme von 1911).

Im Laufe des 19. Jahrhunderts war Buffalo aufgrund seiner strategisch günstigen Lage am östlichen Ende der Großen Seen von starkem Wachstum geprägt. Der Bau zahlreicher Eisenbahnlinien nach New York City, Chicago, Kanada und in die Kohlereviere der Appalachen ließ die Stadt zu einem der bedeutendsten Häfen, Industriestandorte und Eisenbahnknoten der Vereinigten Staaten heranwachsen. 1920 zählte Buffalo 500.000 Einwohner und wurde von 14 großen Eisenbahngesellschaften bedient, darunter auch von der New York Central Railroad (NYC).
Der Personenverkehr wurde über insgesamt vier große Personenbahnhöfe in der Stadt abgewickelt. Die Züge der New York Central benutzten dabei die Exchange Street Station an der gleichnamigen Straße im Stadtzentrum. Dieser Bahnhof war mit Abstand am stärksten frequentiert und im Laufe der Zeit deutlich zu klein geworden. Die Anlage stammte von 1855 und war inzwischen weder zeitgemäß noch repräsentativ. Vor allem verfügte die Konkurrenz mittlerweile über wesentlich modernere und architektonisch anspruchsvollere Bahnhöfe.

### Bahnhofsneubau am Stadtrand
Entsprechende Pläne für einen Bahnhofsneubau hatte es schon seit der Jahrhundertwende gegeben; diese wurden aber aus wirtschaftlichen Gründen zunächst verworfen. Erst 1924, während der Goldenen Zwanziger, wurde das Vorhaben wieder aufgegriffen. Dabei fiel die Wahl letztlich auf ein Gelände im Osten der Stadt, weit außerhalb der Innenstadt. Denn im Stadtzentrum wäre nicht genügend Platz für die notwendige Vergrößerung vorhanden gewesen und das zusätzlich benötigte Bauland viel zu teuer gekommen. Darüber hinaus erschien es betrieblich vorteilhafter, den Zentralbahnhof – von New York aus gesehen – noch vor dem Abzweig der Bahnlinie nach Chicago zu errichten. Damit würden sich die Züge auf der Route New York–Chicago das bisherige zeitaufwändige Kopfmachen ersparen können.

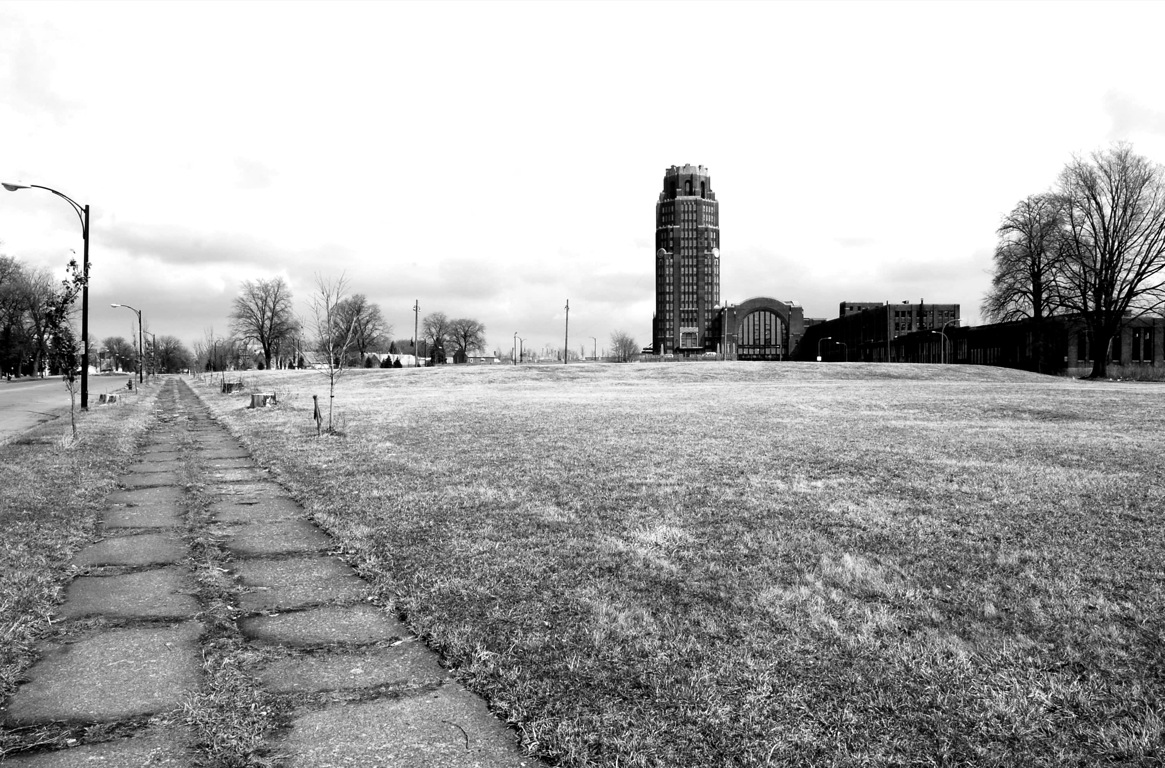
Der neue Bahnhof zog nicht wie erhofft neue Investoren an.

Ferner dürfte die Vorstellung eine Rolle gespielt haben, dass die Stadt noch über Jahrzehnte ungebremst weiter wachsen würde. Das zu erwartende Passagieraufkommen würde genügend Zugkraft besitzen, die Stadtentwicklung so stark zu beeinflussen, dass der neue Bahnhof schon bald von Bürohäusern umgeben sein würde.
Obwohl die Lage des zukünftigen Bahnhofs fernab der Innenstadt vielfach kritisiert wurde, blieb es mangels geeigneter Alternativen letztlich bei diesen Überlegungen. Der Spatenstich für das neue Terminal erfolgte schließlich am 29. März 1926, Eröffnung war am 22. Juni 1929. Der Bahnhof war für 200 (Fern-)Züge und 10.000 Reisende täglich ausgelegt. Die Baukosten betrugen 15 Millionen Dollar.

### Niedergang
Schon kurz nach der Eröffnung mehrten sich die Anzeichen dafür, dass der neue Bahnhof an der falschen Stelle und viel zu groß gebaut worden war. Die Fahrgastzahlen blieben von Beginn an hinter den Erwartungen zurück. Zusätzlich ließ die Große Depression die Umsätze schon im Herbst 1929 einbrechen. Auch wurde das Central Terminal von der Bevölkerung nie als Zentralbahnhof akzeptiert. So wurde es beispielsweise nicht mehr an das Straßenbahnnetz angebunden. Und ab 1952 musste Exchange Street auf politischen Druck hin wieder im Fernverkehr bedient werden.
Dazu kam, dass die Bedeutung der Eisenbahn für den Personenverkehr seit den 1930er Jahren infolge der wachsenden Konkurrenz durch das Auto und das Flugzeug beständig zurückging. Einzig der Zweite Weltkrieg ließ das Terminal für ein paar Jahre an seine Kapazitätsgrenzen stoßen, als zahlreiche Truppentransporte abzuwickeln waren und Benzin rationiert war.
Zudem büßte Buffalo mit Eröffnung des Sankt-Lorenz-Seewegs 1959 erheblich an Bedeutung als Handelsplatz ein. Einwohnerzahl, Wirtschaftskraft und Verkehrsaufkommen sanken, was für die Bahngesellschaften weitere Einnahmeverluste bedeutete. Der Bahnhof geriet für die New York Central immer mehr zu einer finanziellen Belastung.

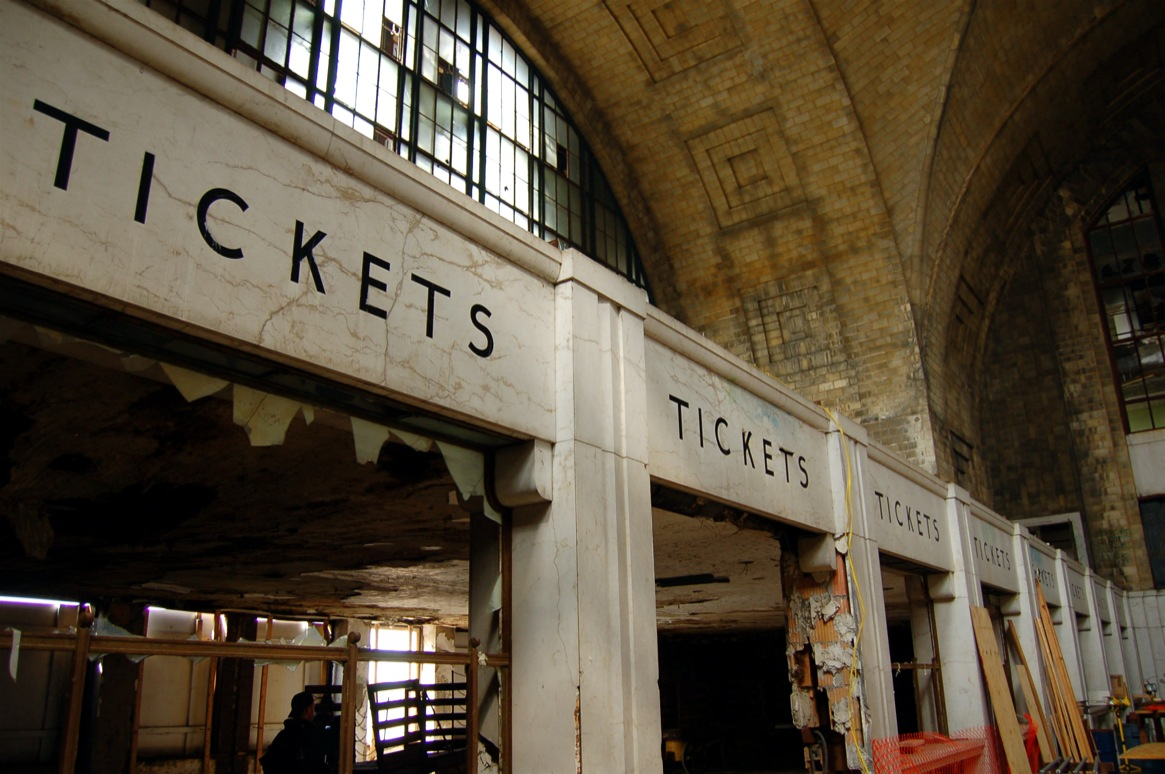
Gemessen am Fahrgastaufkommen war der Bahnhof zu groß geraten.

Nachdem in den 1950er Jahren Versuche, das Terminal zu verkaufen, gescheitert waren, wurden die Abfertigungsanlagen im August 1959 stark verkleinert und die überzähligen Räumlichkeiten zur Vermietung ausgeschrieben. Als auch dieses Vorhaben im Sande verlief, wurden 1966 Heizwerk, Kühlhaus und das Betriebswerk abgerissen
, um wenigstens etwas Grundsteuer zu sparen.
Mit dem Zusammenschluss der New York Central mit der Pennsylvania Railroad zur Penn Central im Jahre 1968 ging das Eigentum auf die neue Gesellschaft über. Nach deren Bankrott übernahm 1971 die neu geschaffene Amtrak den Personenverkehr in Buffalo und auch das Eigentum am Terminal. In die Büroräume zog die Regionalverwaltung der Conrail ein. Der Personenzugverkehr beschränkte sich nunmehr auf ein bis zwei Zugpaare täglich Richtung Chicago, Detroit, New York und später auch Niagara Falls.
Da das Terminal für das verbliebene Fahrgastaufkommen auch weiterhin sichtlich zu groß und zu teuer war, bemühte sich Amtrak schon bald um kostengünstigeren Ersatz. Ab 1978 hielten die Züge nach Niagara Falls nur noch an der Exchange Street, und für die Verbindung New York–Chicago entstand im gleichen Jahr knapp 9 km östlich des Terminals der Bahnhof Buffalo–Depew. Am 28. Oktober 1979 hielt der letzte Zug am Terminal. Danach wurden die Bahnsteiggleise abgebaut und der Bahnhof noch für 75.000 Dollar an einen Investor verkauft.

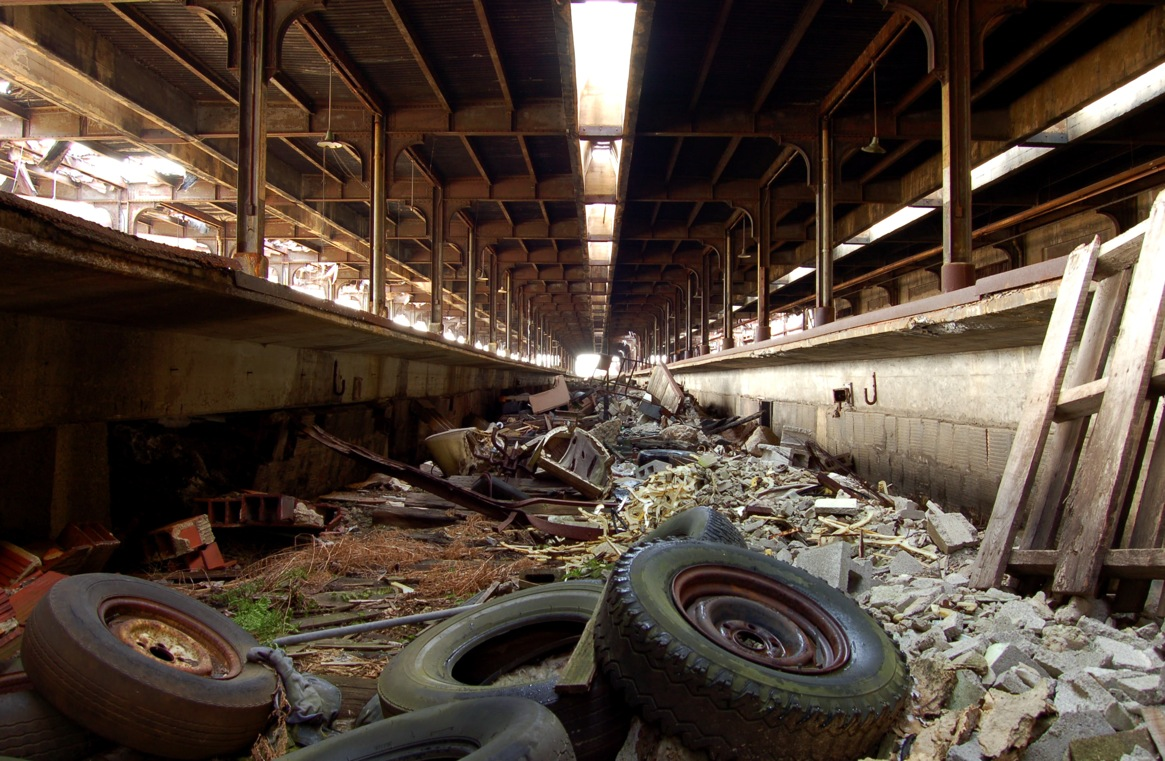
Die Anlagen verfielen und gerieten zur Müllkippe (Eilguthalle, Zustand 2006).

Dieser hatte allerdings große Probleme mit der Vermietung der Büroflächen, denn der Osten Buffalos war mittlerweile durch Armut, Abwanderung und hohe Kriminalität in Verruf geraten und wurde bewusst gemieden. Nachdem auch die Conrail ihre Büros geräumt hatte, gab er 1986 schließlich auf. Die Gebäude verfielen, wurden als wilde Müllkippe zweckentfremdet und von Obdachlosen bevölkert. Einrichtungsgegenstände wurden geplündert oder zerstört. Auf den Bahnsteigen richtete eine Baufirma zeitweilig einen Lagerplatz ein.

### Sicherung und kulturelle Nutzung

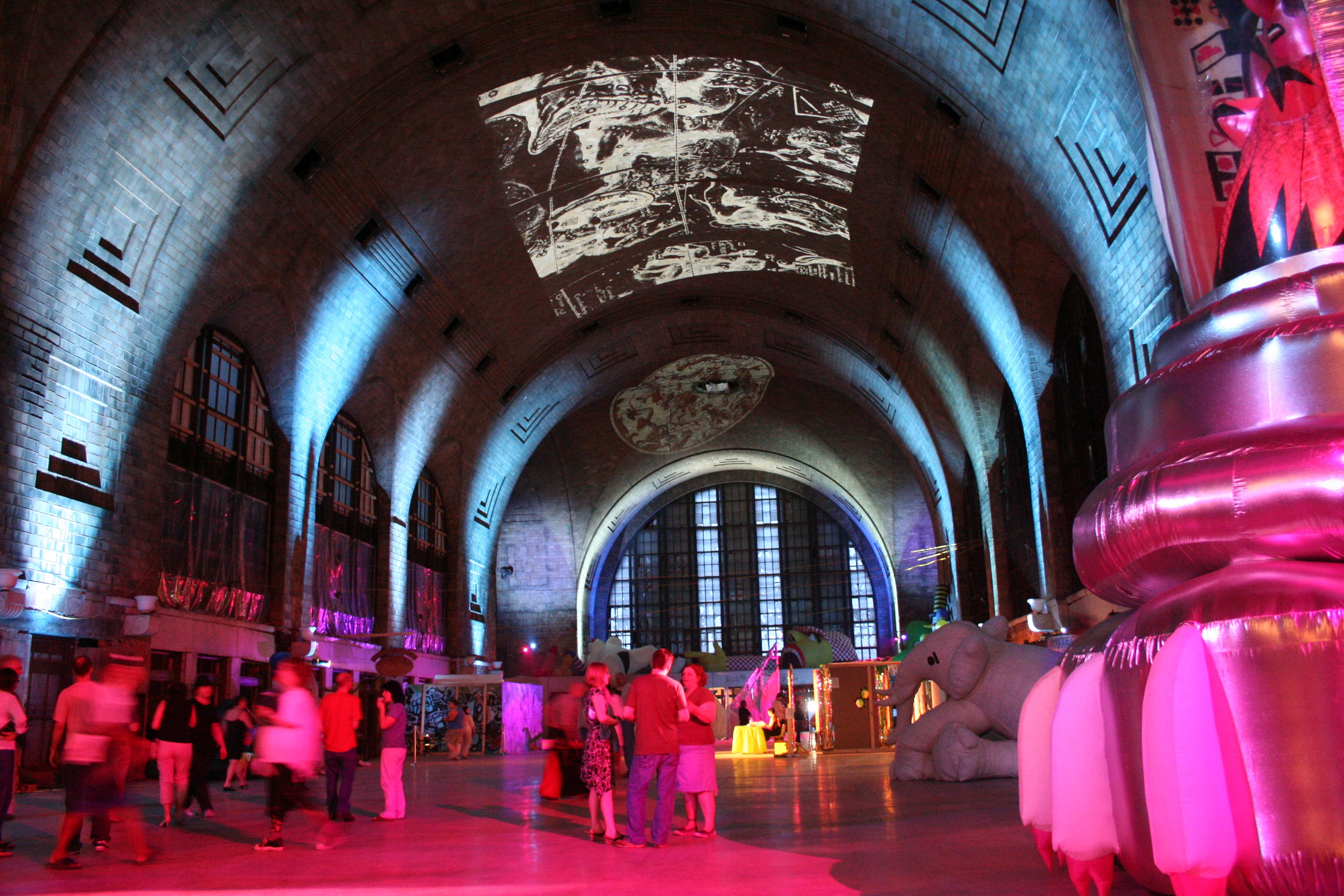
Veranstaltung in der Schalterhalle (Juni 2007).

1997 gingen Empfangsgebäude und Post- und Gepäckabfertigung schließlich für 1 Dollar an die Central Terminal Restoration Corporation über. Die gemeinnützige Organisation räumte bis 2003 die Trümmer weg, sicherte das Gelände mit einem Zaun, dichtete im Empfangsgebäude das Dach ab und verschloss die Fensteröffnungen mit Plexiglas und Sperrholzplatten. Der einstige Wartesaal ist inzwischen teilrenoviert und wird für verschiedene kulturelle Veranstaltungen genutzt. Auch Führungen werden angeboten. Bisher wurden mehr als eine Million Dollar in die Gebäude investiert. Die Kosten für die Komplettsanierung würden sich Schätzungen zufolge auf 56 Millionen Dollar belaufen.

## Weiterführende Informationen